# Citronlunden
Citronlunden (hebraisk: עץ לימון – Etz Limon; arabisk: شجرة ليمون) er en israelsk film fra 2008, der er instrueret af den israelske instruktør Eran Riklis.

## Plot
Da den israelske forsvarsminister (Doron Tavory) flytter ind ved siden af den palæstinensiske kvinde Selma (Hiam Abbass), starter en kamp om Selmas citronlund, som hun har arvet efter sin far, idet denne udgør en sikkerhedstrussel og derfor skal ryddes. Selma allierer sig med advokaten Ziad Daud (Ali Suliman), og mellem de to opstår en gensidig sympati, der bunder i Selmas følelsesmæssige isolation: Hendes søn bor i USA, og hendes datter besøger hende sjældent, og Ziads savn efter sin datter, som han har efterladt i Rusland hos hendes mor. Filmen handler dels om Selmas kamp for sin ret og dels de menneskelige omkostninger ved den israelsk-palæstinensiske konflikt.

## Priser
| År   | Pris                                        | Kategori                | Modtager                       |
| ---- | ------------------------------------------- | ----------------------- | ------------------------------ |
| 2008 | Asia Pacific Screen Award                   | Bedste skuespillerinde  | Hiam Abbass                    |
| 2008 | Asia Pacific Screen Award                   | Bedste screenplay       | Suha Arraf, Eran Riklis        |
| 2008 | Det Israelske Film Akademis priser          | Bedste skuespillerinde  | Hiam Abbass                    |
| 2008 | Berlins Internationale Film Festival        | Panorama Audience Award | Eran Riklis                    |
| 2008 | Cinefan - Festival of Asian and Arab Cinema | Bedste skuespillerinde  | Hiam Abbass,Rona Lipaz-Michael |